# Leucismus
Leucismus (též leucinismus, z řeckého λευκός, leukòs; česky bílý) je stav, kdy jsou živočichové charakterističtí sníženou pigmentací. Na rozdíl od albinismu je způsoben ztrátou všech typů kožních pigmentů, nejenom melaninu.
Leucismus je obecný termín pro fenotyp způsobený poruchou diferenciace pigmentových buněk a nebo poruchou přesunu z neurální lišty do kůže, srsti nebo peří v průběhu vývoje. Následkem toho chybí pigmentové buňky buď po celém povrchu těla, nebo pouze na jeho částech – zvířata tedy mohou mít částečně zachovanou kresbu těla.

## Galerie

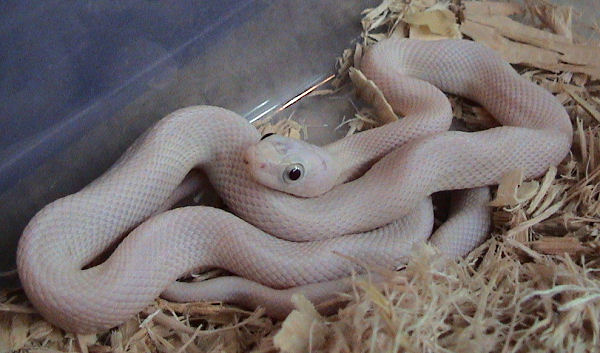
Užovka černá (Elaphe obsoleta)
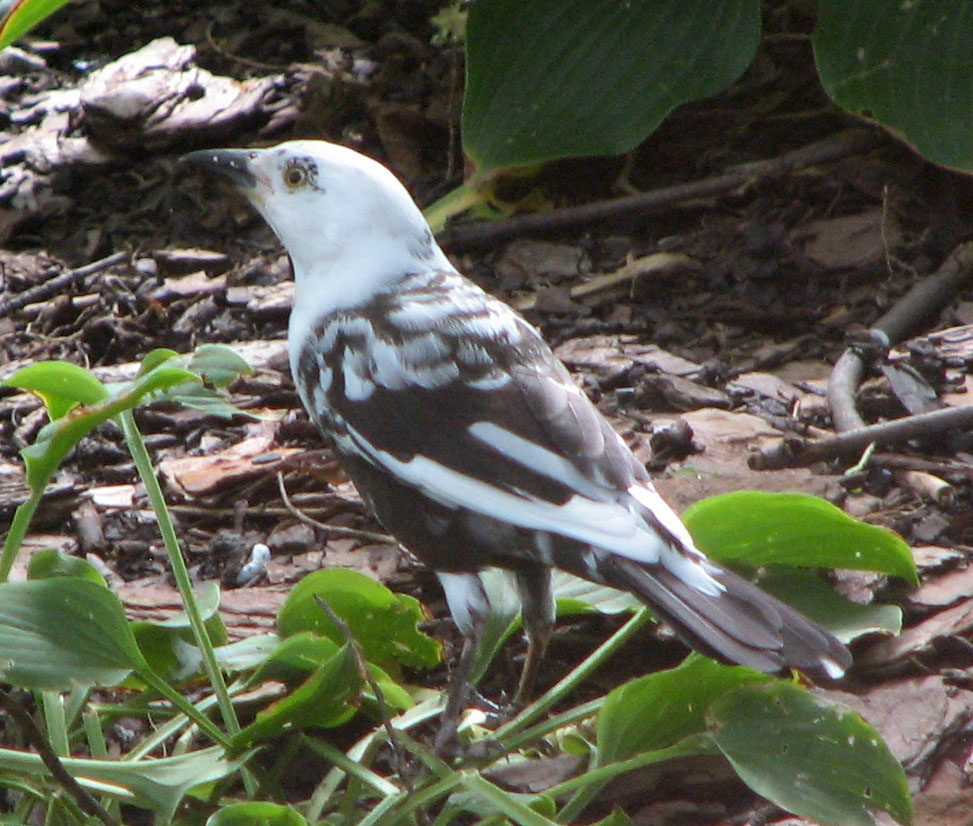
Vlhovec nachový (Quiscalus quiscula])
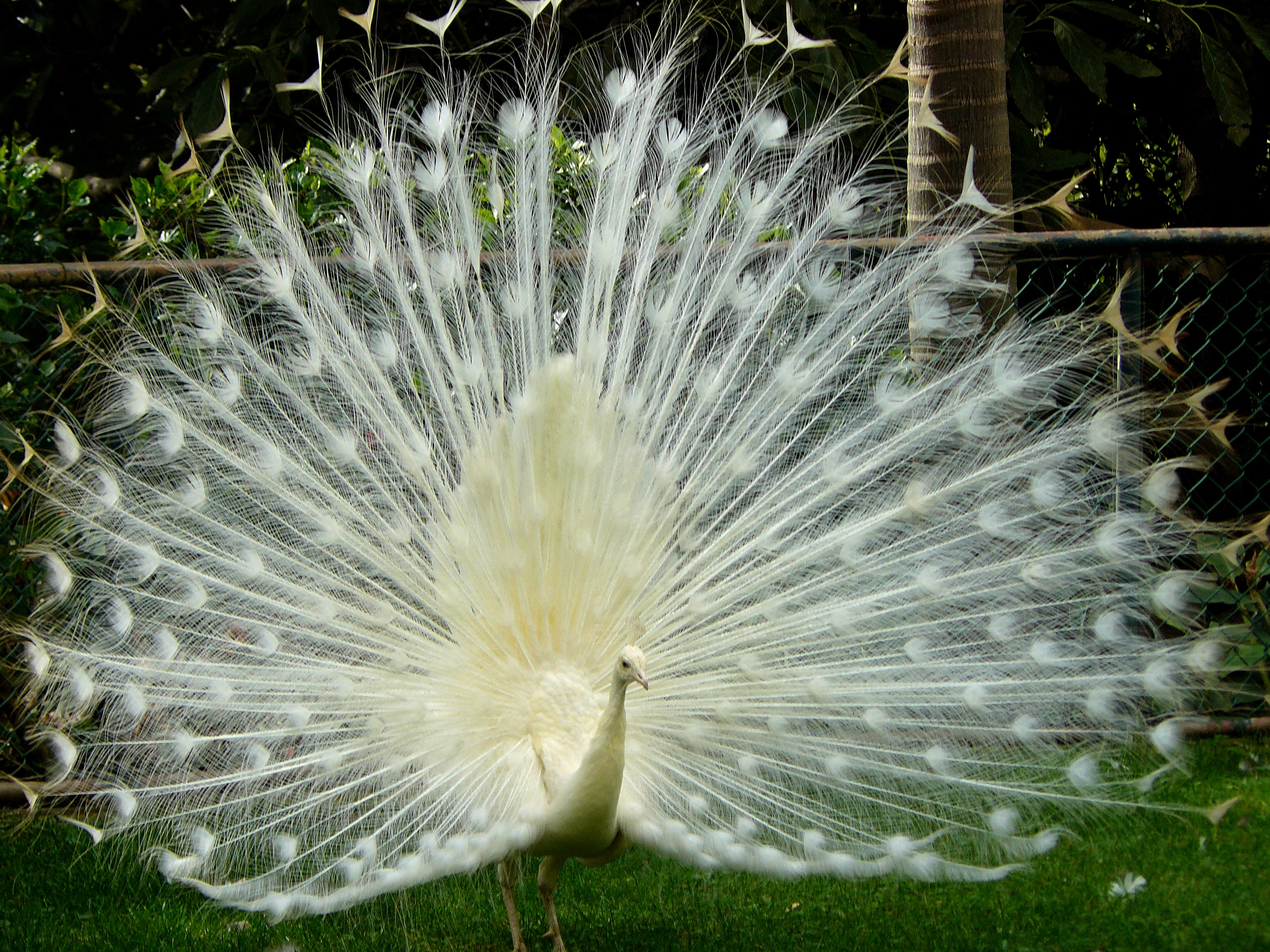
Páv korunkatý (Pavo cristatus])
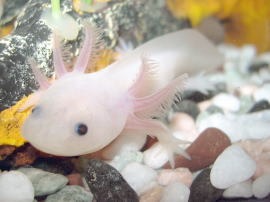
Axolotl mexický (Ambystoma mexicanum)
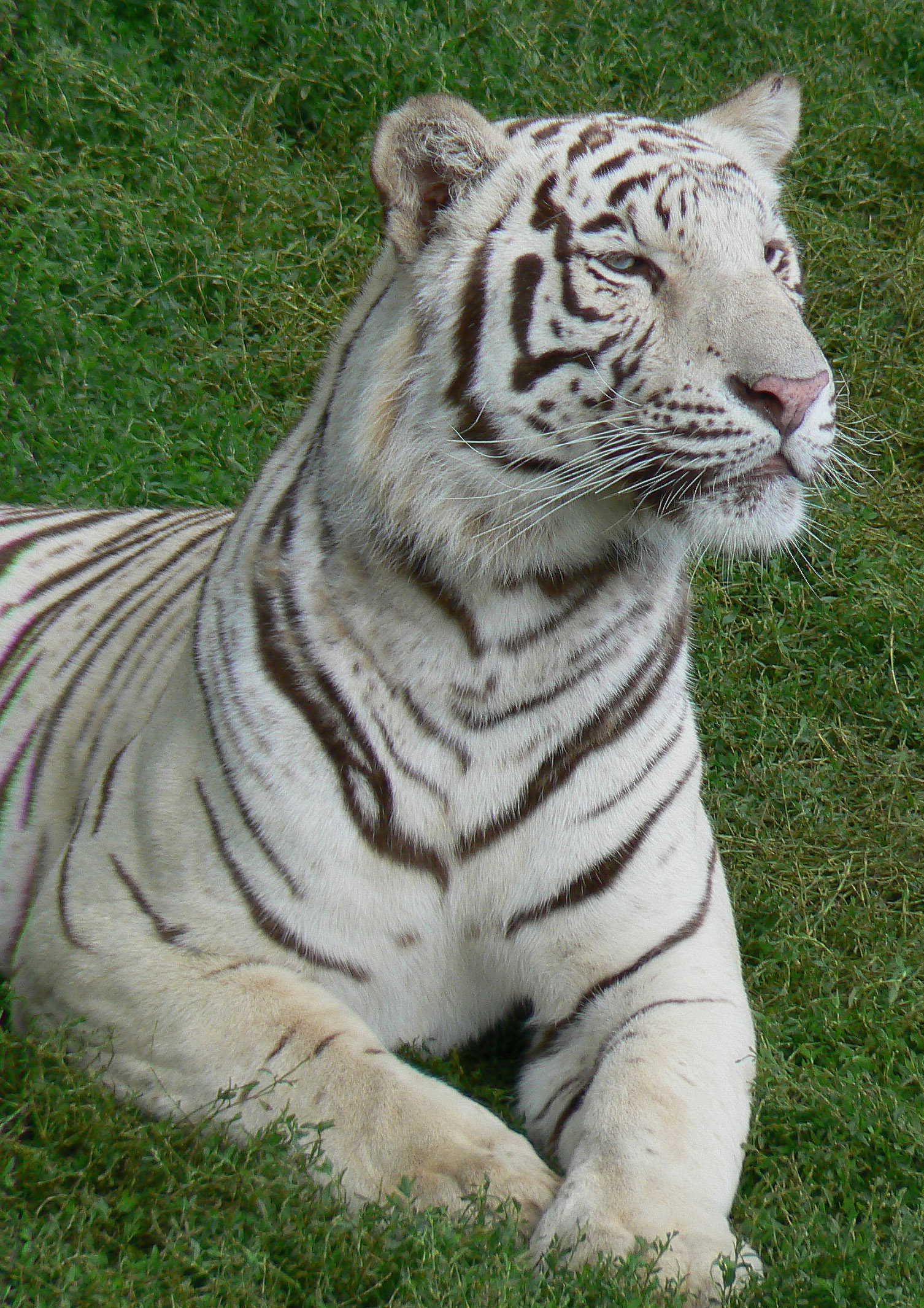
Tygr (Panthera tigris)
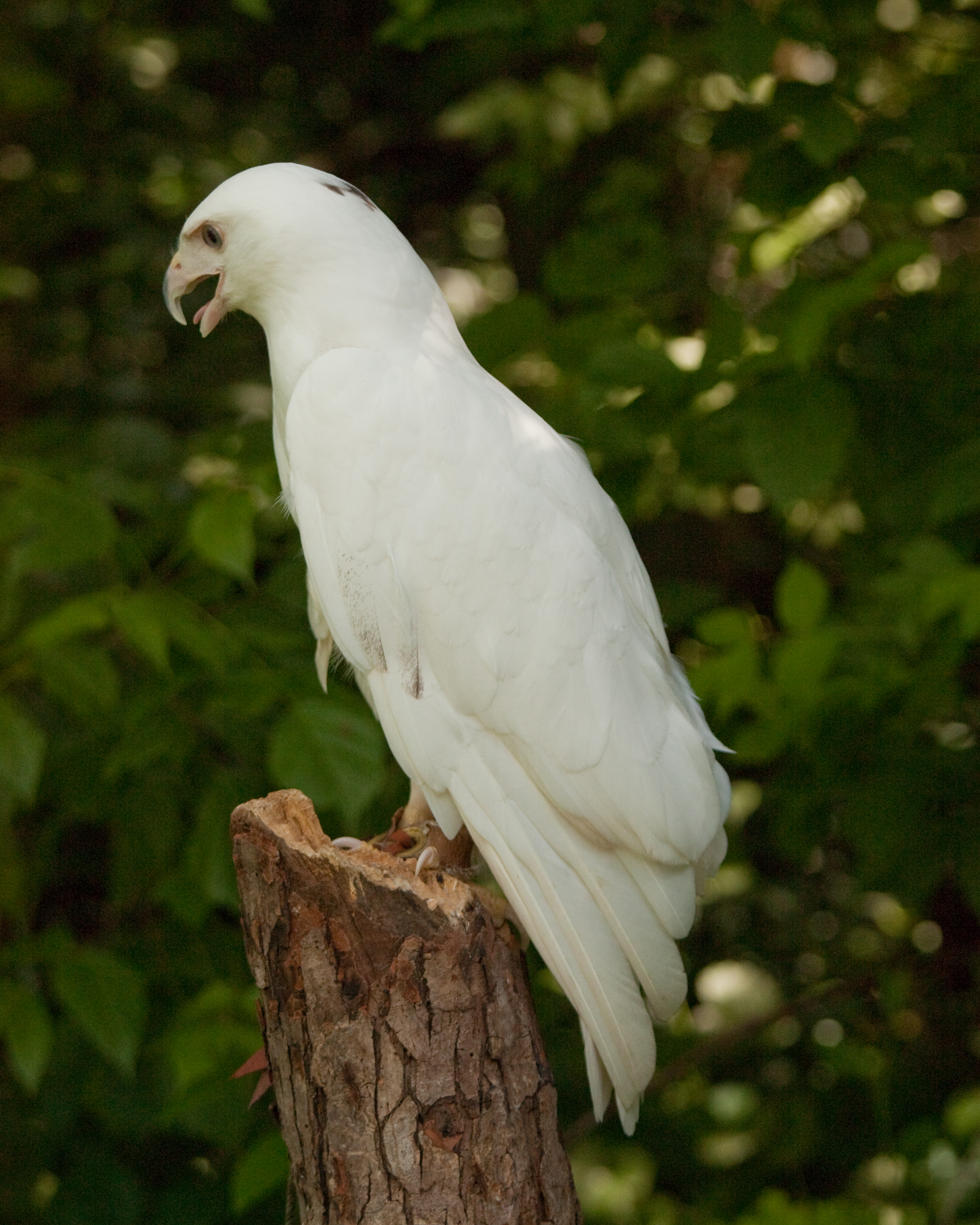
Káně rudoocasá (Buteo jamaicensis)
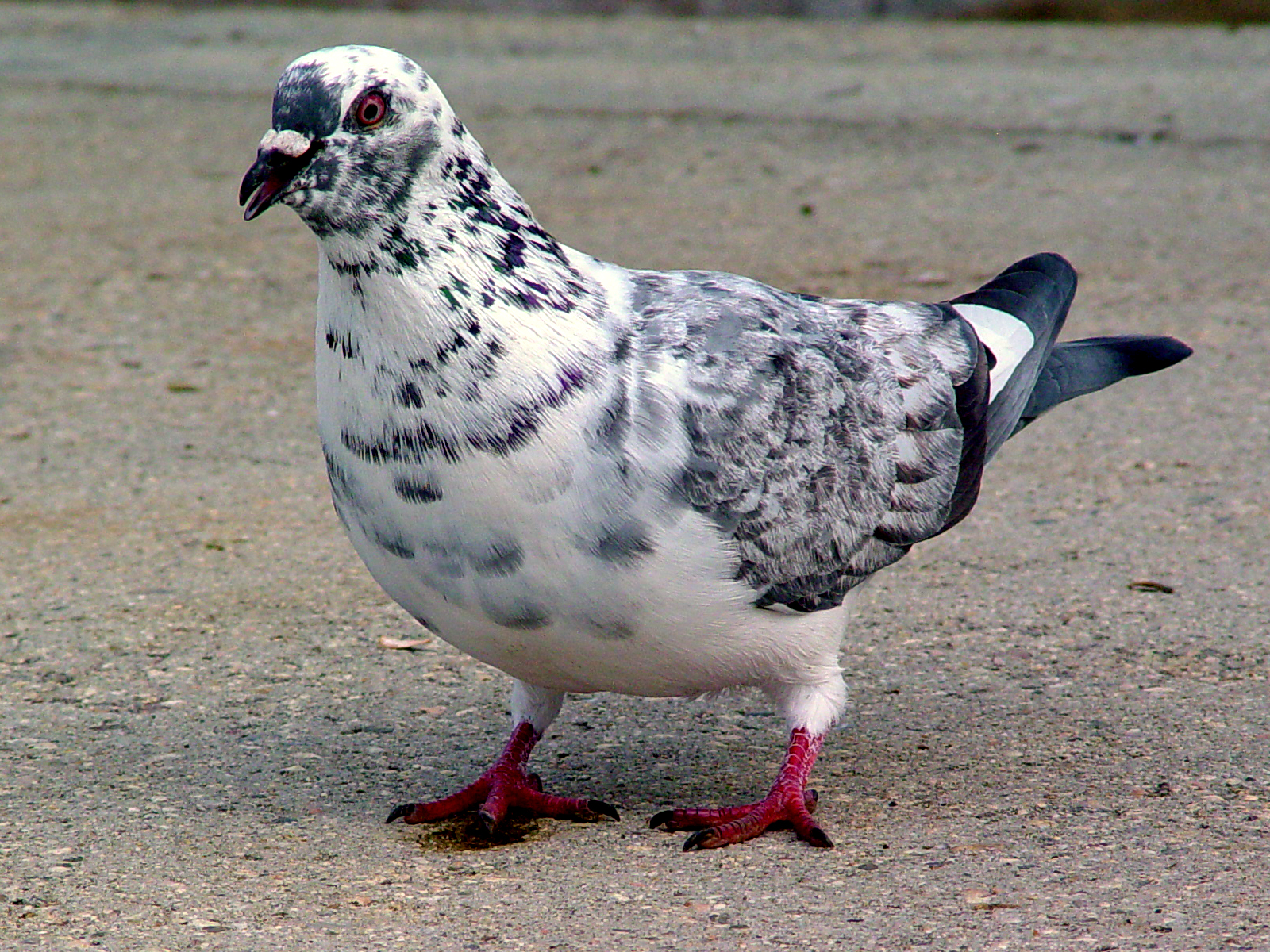
Holub skalní (Columba livia)